# Jesper Modin
Jesper Olof Modin (Sundsvall, 4 giugno 1988) è un ex fondista svedese.

## Biografia
Originario di Selånger di Sundsvall, in Coppa del Mondo ha esordito il 21 marzo 2007 a Stoccolma (14°), ha ottenuto il primo podio il 19 dicembre 2009 a Rogla (3°) e la prima vittoria il 4 dicembre 2011 a Düsseldorf.
In carriera ha preso parte a un'edizione dei Giochi olimpici invernali, Vancouver 2010 (18° nella sprint), e a una dei Campionati mondiali, Oslo 2011 (5° nella sprint il miglior risultato).

## Palmarès

### Mondiali juniores
- 2 medaglie:
  - 1 oro (staffetta a Tarvisio 2007)
  - 1 argento (sprint a Malles Venosta 2008)

### Coppa del Mondo
- Miglior piazzamento in classifica generale: 22º nel 2011
- 3 podi (1 individuale, 2 a squadre):
  - 1 vittoria (a squadre)
  - 1 secondo posto (a squadre)
  - 1 terzo posto (individuale)

#### Coppa del Mondo - vittorie
| Data            | Località   | Nazione  | Spec.                       |
| --------------- | ---------- | -------- | --------------------------- |
| 4 dicembre 2011 | Düsseldorf | Germania | TS TL (con Teodor Peterson) |

Legenda:

TL = tecnica libera

TS = sprint a squadre